# Marek Stachowski (językoznawca)
Marek Stachowski (ur. 1957) – polski językoznawca. Do jego zainteresowań naukowo-badawczych należą: etymologia, językoznawstwo historyczno-porównawcze i arealne, słowiańsko-tureckie kontakty językowe, typologia języków słowiańskich w Europie, bałkanistyka, język turecki i języki turkijskie Syberii.
W 2022 r. uhonorowany najwyższym odznaczeniem Rektora Uniwersytetu Jagiellońskiego za badania naukowe w dziedzinie nauk humanistycznych oraz nauk społecznych - Laurem Jagiellońskim.

## Życiorys
Jest absolwentem filologii tureckiej na Uniwersytecie Jagiellońskim. Doktorat uzyskał w 1988 r., a habilitował się w 1995 r. W 1998 r. uzyskał tytuł profesora, a w 2002 r. objął stanowisko profesora zwyczajnego. Jest założycielem „Studia Etymologica Cracoviensia” (w latach 1996–2015 redaktor naczelny). W 2022 r. został uhonorowany najwyższym odznaczeniem Rektora UJ za badania naukowe w dziedzinie nauk humanistycznych oraz nauk społecznych - Laurem Jagiellońskim (https://ifs.filg.uj.edu.pl/marek-stachowski).
Jest synem prof. Stanisława Stachowskiego.

## Wybrana twórczość
- Geschichte des jakutischen Vokalismus, Kraków 1993.
- Dolganischer Wortschatz, Kraków 1993.
- Studien zum Wortschatz der jakutischen Übersetzung des Neuen Testaments, Kraków 1995.
- Dolganische Wortbildung, Kraków 1997.
- Dolganischer Wortschatz – Supplementband, Kraków 1998.
- Konsonantenadaptation russischer Lehnwörter im Dolganischen, Kraków 1999.
- Gramatyka języka tureckiego w zarysie, 1. wyd.: Kraków 2007; 2. wyd.: Kraków 2009.
- Etimoloji, Ankara 2011.
- Kurzgefaßtes etymologisches Wörterbuch der türkischen Sprache, Kraków 2019.
- Podstawy turkologii dla bałkanistów, Kraków 2023.